# モニカ・バブク
モニカ・バブク（モルドバ語: Monica Babuc、1964年3月29日 - ）は、モルドバの政治家、歴史学者。モルドバ民主党の暫定党首（在任期間：2021年10月30日 - ）。モルドバ共和国議会副議長（在任期間：2019年6月18日 - 2020年12月4日）。教育・文化・研究大臣（在任期間：2017年7月26日 - 2019年6月8日）。文化大臣（在任期間：2013年5月31日 - 2017年7月26日）。ルーマニア・ヤシの名誉市民。2016年に在モルドバ・イタリア商工会議所より「イタリア2016」賞を受賞した。

## 経歴
イアロベニ地区のバルダル村に生まれる。1981年、モルドバ国立大学歴史学部に入学し、1986年に同大学を卒業する。1986年、ロモノーソフ記念国立モスクワ大学大学院に入学し、1989年に同大学院を修了する。1989年から1990年まで、モルドバ国立大学政治史学部で講師を務める。
1990年から2001年まで、モルドバ共和国議会における文化・科学・教育およびマスメディアに関する委員会の顧問を務める。2001年から2005年まで、モルドバ貯蓄銀行キシナウ支店で人事部長を務める。2005年から2010年まで、モルドバ議会副議長の顧問を務める。2005年と2009年にモルドバ議会選挙にキリスト教民主人民党から立候補した。2010年3月よりモルドバ民主党に所属している。
2011年から2013年まで、同議会の第一副議長の首席補佐官を務める。2013年、同議会議長の顧問を務める。同年4月25日から5月31日まで、同議会の情報サービス部長を務める。2013年5月31日にボリス・フォクシャの後任として、文化大臣に就任し、2017年7月26日まで同職を務める。2014年7月3日、キシナウのリクリシ人形劇場前で行われた、日本政府による草の根・人間の安全保障無償資金協力「モルドバにおける児童向け移動図書館整備計画」の引渡し式に、同国の当時の大統領ニコラエ・ティモフティの夫人らとともに出席する。
2015年、キシナウ市長選挙に立候補し、2.17パーセントの得票率を得る。2017年3月15日、ラトビアの当時の文化大臣ダツェ・メルバールデと会談を行う。2017年7月26日、教育・文化・研究大臣に就任し、2019年6月8日まで同職を務める。2018年10月7日、京都市の国立京都国際会館で開催された第15回国際科学技術関係大臣会合に出席する。2019年6月18日、ウラジミール・ビティウクの後継としてモルドバ議会副議長に就任し、2020年12月4日まで同職を務める。2021年10月30日、パヴェル・フィリプの後を継いでモルドバ民主党の暫定党首に就任する。2022年、母親を亡くす。

## 評価・人物
イタリアとモルドバとの間の文化的関係を発展・促進した功績が評価され、2016年にキシナウの在モルドバ・イタリア商工会議所による「イタリア2016」賞を受賞した。ルーマニアとモルドバとの間の関係を発展・促進させることにも取り組んでおり、2018年に、モルドバの政治家で作家のニコラエ・ダビハおよびルーマニアの政治家で歴史家のラズヴァン・テオドレスキューとともにルーマニアの都市ヤシの名誉市民の称号を受けた。
文化大臣および教育・文化・研究大臣に在任中の2013年から2019年の間に、バブクの主導のもとで文化開発戦略「カルチャー2020」や文化遺産の保護に関する法案など多数の重要法案が可決された。バブクは、キシナウのオルガンホールなどの歴史的建造物の修復にも尽力している。ロシア語を流暢に話し、英語およびフランス語も話す。結婚しており、1人の娘がいる。母親はバルダル村の学校の教師。